# William Peden
William John Peden, conocido como Torchy, (Victoria, 16 de abril de 1906 - Northbrook, 30 de enero de 1980) fue un ciclista canadiense, que se especializó en las carreras de seis días de les cuales consiguió 38 victorias. Esta cifra no pudo ser superada hasta 1965. Continua, però, en su poder una marca aún no igualada que es la de más victorias en un año, ya que consiguió dies en 1932.
Participó en los Juegos Olímpicos de Ámsterdam 1928 en tres modalidades diferentes.
Su hermano Douglas también fue ciclista, con el cual consiguió 5 victorias haciendo pareja.

## Palmarés
- 1931

1º en los Seis días de Minneápolis (con Jules Audy)
1º en los Seis días de Montreal 1 (con Henri Lepage)
1º en los Seis días de Portland (con Mike Defilippo)
1º en los Seis días de Montreal 2 (con Henri Lepage)
- 1932

1º en los Seis días de Milwaukee 1 (con Polly Parrott)
1º en los Seis días de Nueva York 1 (con Reginald McNamara)
1º en los Seis días de Montreal 1 (con Jules Audy)
1º en los Seis días de Toronto (con Reggie Fielding)
1º en los Seis días de Atlantic City (con Franco Giorgetti)
1º en los Seis días de Chicago (con Jules Audy)
1º en los Seis días de Minneápolis (con Jules Audy)
1º en los Seis días de Nueva York 2 (con Fred Spencer)
1º en los Seis días de Milwaukee 2 (con Gus Rys)
1º en los Seis días de Montreal 2 (con Reginald Fielding)
- 1933

1º en los Seis días de Saint Louis (con Henri Lepage)
1º en los Seis días de Detroit (con Stanley Jackson)
1º en los Seis días de Minneápolis (con Henri Lepage)
1º en los Seis días de Nueva York (con Alfred Letourneur)
- 1934

1º en los Seis días de Buffalo (con Fred Ottevaire)
1º en los Seis días de Chicago (con Tony Shaller)
1º en los Seis días de Pittsburgh (con Jules Audy)
1º en los Seis días de Cleveland (con Freddy Zaech)
1º en los Seis días de Montreal (con Jules Audy)
1º en los Seis días de Toronto (con Jules Audy)
1º en los Seis días de Detroit (con Frank Bartell)
1º en los Seis días de Milwaukee (con Jules Audy y Henri Lepage)
- 1935

1º en los Seis días de Kansas City (con Piet van Kempen)
1º en los Seis días de Toronto (con Alfred Crossley)
- 1937

1º en los Seis días de Buffalo (con Douglas Peden)
1º en los Seis días de Louisville (con Jules Audy)
1º en los Seis días de Toronto (con Douglas Peden)
- 1938

1º en los Seis días de San Francisco (con Douglas Peden)
1º en los Seis días de Montreal (con Douglas Peden)
- 1939

1º en los Seis días de Nueva York (con Douglas Peden)
1º en los Seis días de Chicago (con Douglas Peden)
- 1940

1º en los Seis días de Washington (con Cesare Moretti Jr)
1º en los Seis días de Chicago (con Cecil Yates)
- 1942

1º en los Seis días de Montreal (con Charles Bergna)